# グリシン (腕時計)
グライシン（英称：GLYCINE）は、1914年に設立されたスイスのビエンヌに本拠を置く腕時計メーカーである。
創業より主に実用時計を中心に製造しており、第2次世界大戦期には、ゼニスやミネルバと同様にドイツ陸軍用の時計（通称DH時計）の製造を担っていた。また、1953年に発売されたグライシンエアマンシリーズは同社を代表するモデルとして特に有名であり、24時間アナログダイヤルや回転ベゼルを備えたGMT時計で、軍用および商用パイロットに好まれた。エアマンは、ベトナム戦争中に多くのアメリカ空軍パイロットに着用されていた。また、ジェミニ5宇宙飛行中に宇宙飛行士のピート・コンラッドが着用していたことで有名。
社名のGLYCINEはイタリア語やポーランド語、フランス語などの「藤づる」に由来する。
創業者のユージン・メイランが、藤つるが「古いメイラン家」を表し、古い樹木の上に鼻を咲かせ、時計産業でも花を咲かせる事。そして、藤つるの性質上あらゆる場所で繁殖し、手入れがあまり必要ではないにもかかわらず、美しい花を咲かせるため名付けた。

## 沿革

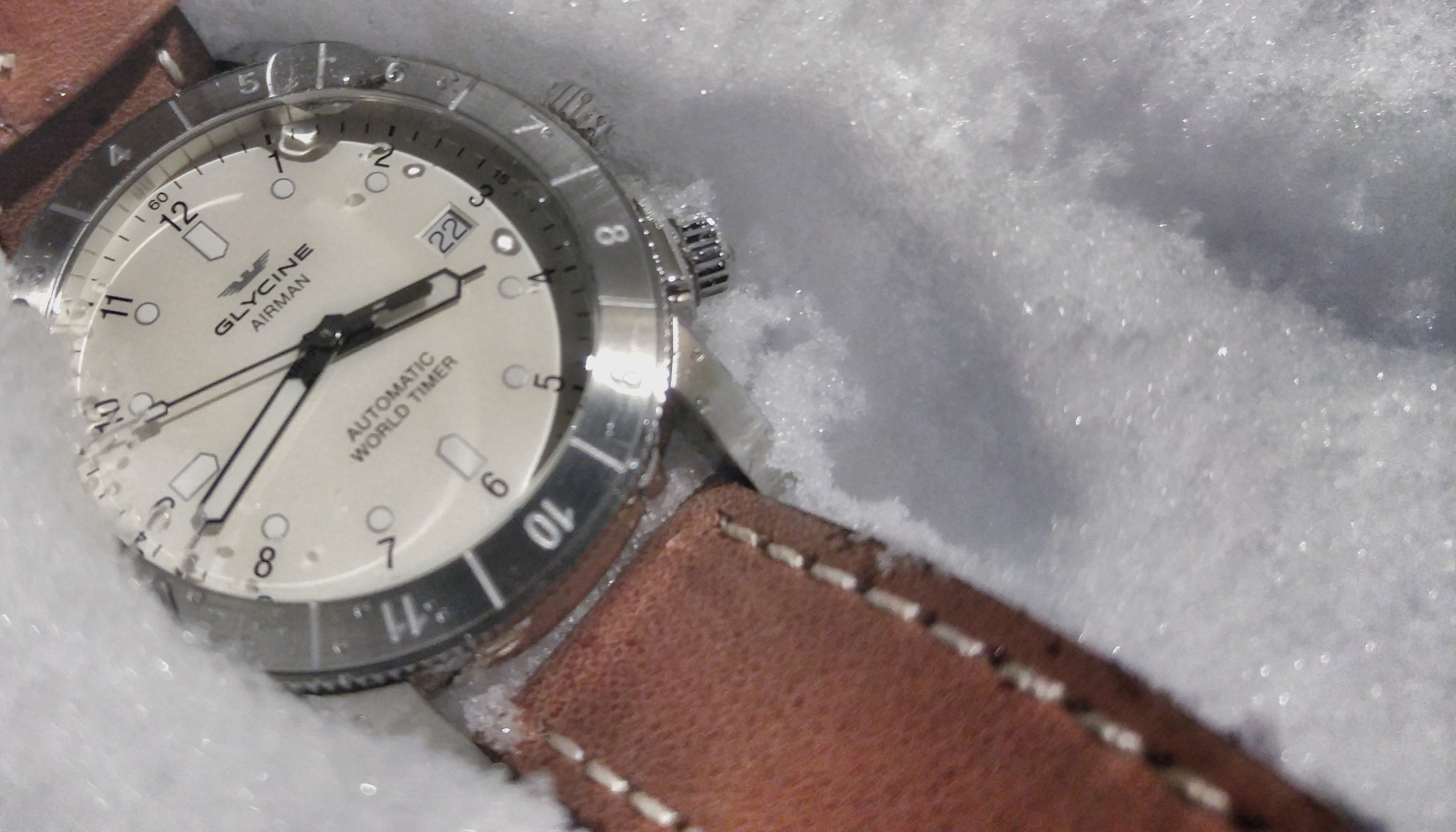
グリシンエアマン42「ダブルトゥエルブ」GL0061ウォッチ

1914年、スイスの時計メーカー「ウジェーヌメイラン」によってファブリクd'Horlogerie La Glycineとして設立された。初期はレディースウォッチの小さなムーブメントの設計と製造を専門としており、1930年代にグライシンは自動巻き時計に続き、クロノメーター時計を発売した。
1931年、メイランがオリジナルの自動巻きムーヴメントを開発。「グリシン方式」として特許を取得。
1953年、パイロットからの要望で開発されたGLYCINE【グライシン】Airman【エアマン】を発表。これは、24時間表示で第二時間帯の設定が出来る回転ベゼルを採用した自動巻き腕時計である。このエアマンはアメリカで成功を収める。
この頃に「グライシン・チーフ・チューラー」を同時に製作。これはチューリッヒにある宝飾店チューラーの為に製作された海軍や空軍向けのエアマンになる。※厳密にはAirmanのロゴは刻印されていない。
1967年、AirmanSSTを発表。オレンジ色のインナーベゼルが特徴的で通称「パンプキン」と呼ばれる。
SSTとはSupersonic Transport【超音速輸送機】の略でボーイング社の輸送機のために製作。
しかし、実際の輸送機は完成せずに1971年には中止になる。
1978年、エアマン・クォーツを発表。
1980年代、ALTUS【アルタス】のブランド名でアメリカ空軍に腕時計の供給を開始。
1990年、エアマン・ワールドタイム・クォーツを発表。
1998年、エアマンのリニューアルモデル「エアマン2000」を発表。
2001年、GLYCINE&ALTUSのダブルネームモデルを発表。
2002年、自動巻きムーヴメントを3個搭載したエアマン７を発売。
2004年、エアマン自動巻きクロノグラフを発売。
2006年、AirmanSST【エアマンSST】を復刻。
2007年、46ミリサイズのエアマン17、38ミリサイズのエアマン18を発売。
2011年、ALTUS社のステファン・ラックが新しいCEOに就任。
2014年、DKSHグループが株の半数以上を取得。傘下になる。
2016年、グライシンはInvicta Watch Groupに参加した。インビクタは、同社の流通およびマーケティング戦略の開発に主に関与していた。

## 代表モデル
現在、グライシンには5つのコレクションがあり、そのすべてが航空または軍事をテーマにしている。
- エアマン（1953年）
- コンバット（1967年）
- KMU 48（1999年）
  - ドイツ語：Kriegs Marine Uhren、海軍の時計を意味する。
- F 104（2002年）
  - 戦闘機のF-104をモチーフにしている。
- インカーソア（2011年）
  - イタリア語：Incursore、侵入者を意味する。

過去には、角形ケースの自動巻きクロノグラフのALTUS、Le Grand Carre、Stratoforte、ダイバーモデルのLagunare、
手巻きポケットウォッチのF-104 TASCALE、ミリタリーデザインのObserver、Bienne1914、RETTANGOLO、
初期のGLYCINEを復刻したEugene Meylan【ユージン・メイラン】